# Musica da un'altra stanza
Musica da un'altra stanza (Music from Another Room) è un film del 1998 scritto e diretto da Charlie Peters.

## Trama
Nella famiglia Swan, Grace dà alla luce Anna; il piccolo Danny assiste al parto ed esclama "Da grande me la sposerò". Vent'anni dopo, Danny fa ritorno negli Stati Uniti dopo un lungo periodo vissuto in Inghilterra. Il ragazzo trova lavoro come fattorino in un pastificio e un giorno bussa proprio a casa Swan, ora molto numerosa: Billy è un dottore sposato con una donna sull'orlo di una crisi di nervi, la madre è ammalata, il padre terribilmente cinico; e poi le tre sorelle: Nina, cieca e iperprotetta da tutti, Karen, intraprendente imprenditrice teatrale, e soprattutto, Anna, bella, rigida e tradizionalista, alla continua ricerca della stabilità, per giunta fidanzata con Eric, un noioso avvocato.

## Curiosità
Il titolo si riferisce alla definizione che il protagonista dà dell'innamoramento: «È come quando ascolti una musica che arriva da un'altra camera e tu ci canti sopra perché è una melodia che ti piace e poi la porta si chiude, oppure c'è un treno che passa e tu non senti più la musica, ma continui a cantare lo stesso. Poi... non importa quanto tempo è passato... ricominci a sentirla e sei perfettamente a tempo con lei. L'amore è questo».

## Colonna sonora
La colonna sonora del film comprende le seguenti canzoni:
- Truly Madly Deeply (Daniel Jones e Darren Hayes) - Savage Garden
- Day After Day (Julian Lennon e Mark Spiro) - Julian Lennon
- Bittersweet (Todd Park Mohr) - Big Head Todd and The Monsters
- La Pasion (Andrew Milukoff, Victor Bisetti) - Andrew Milukoff, Victor Bisetti, Joe Rotondi, Michael Tovar, David Lopez
- Solamente una Llucion (Andrew Milukoff, Victor Bisetti) - Andrew Milukoff, Victor Bisetti, Joe Rotondi, Michael Tovar, David Lopez, Johnny Crespo
- La noche fria (Andrew Milukoff, Victor Bisetti) - Andrew Milukoff, Victor Bisetti, Joe Rotondi, Michael Tovar, David Lopez
- Come On Let's Go (Ritchie Valens) - Los Lobos
- Fly Away (Annie Danilewski) - Poe